# Bonkyll Castle

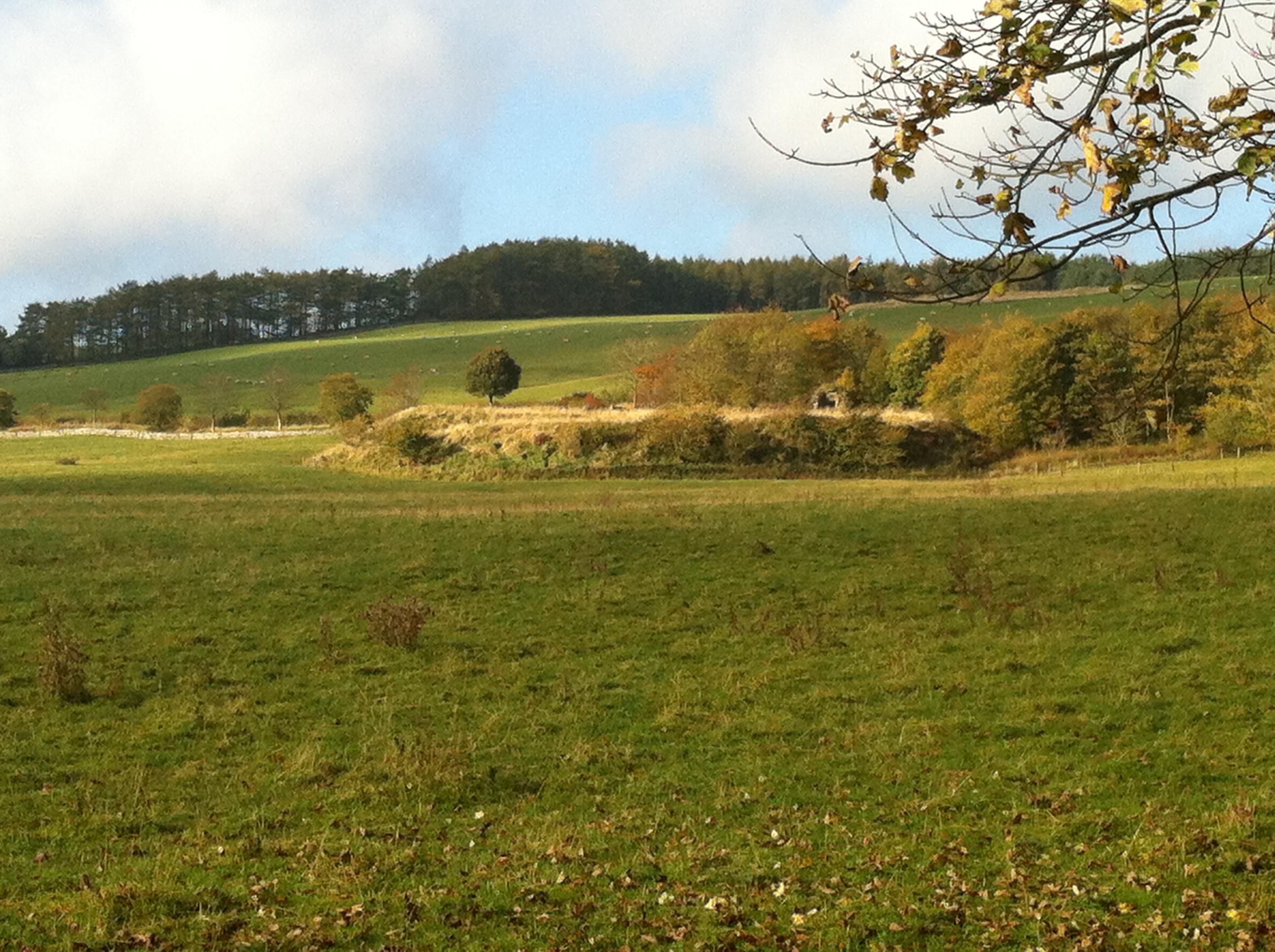
Der Mound von Bonkyll Castle

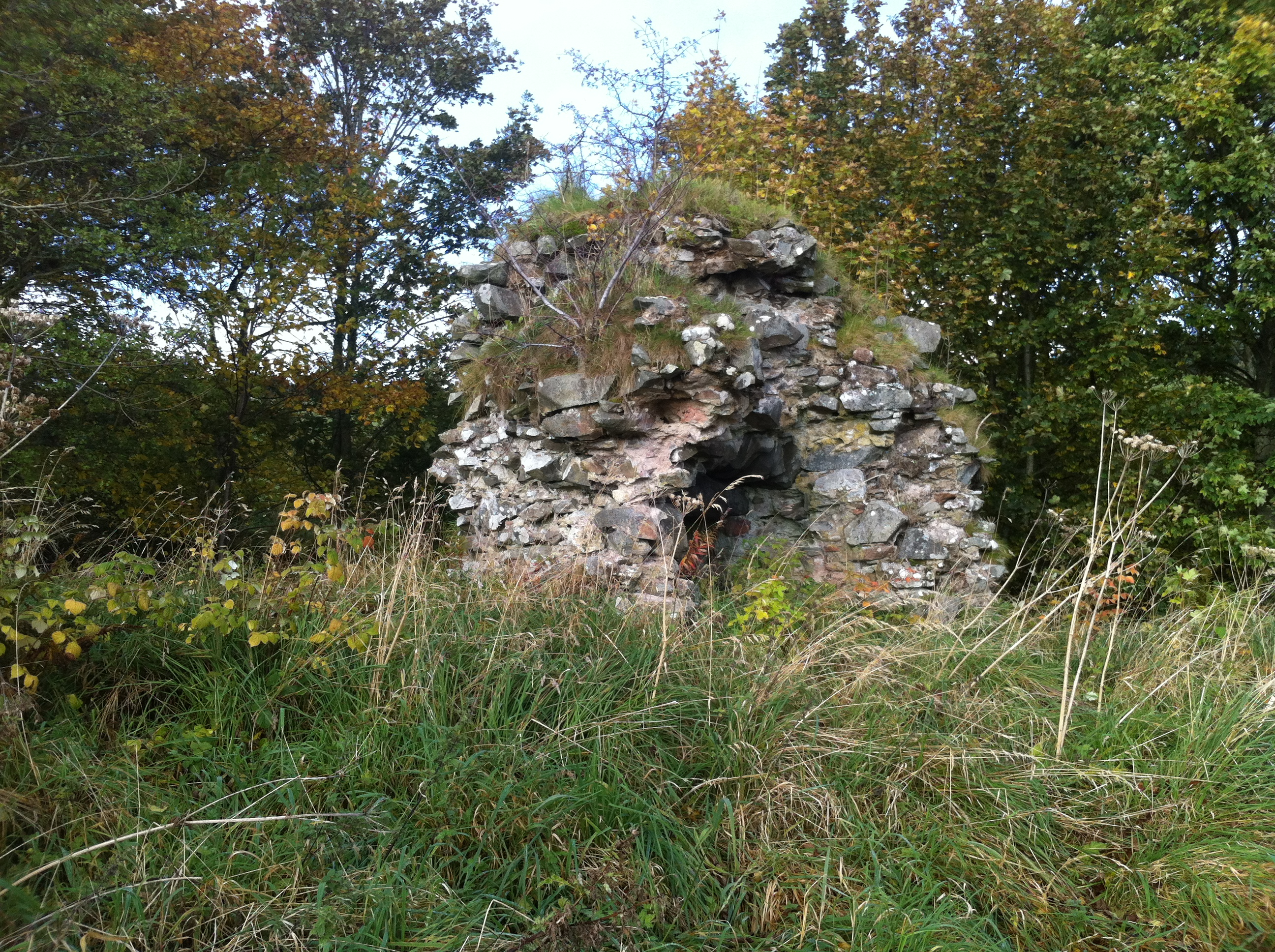
Reste der Kurtine

Bonkyll Castle (auch Bonkyl Castle, Boncle Castle, Buncle Castle, Bunkle Castle oder Bonkill Castle) ist ein Burgstall im Ostteil der schottischen Council Area Scottish Borders. Heute gibt es von der mittelalterlichen Burg nur noch wenige Überreste, die allerdings als Scheduled Monument gelten.

## Beschreibung
Außer dem Mound, auf dem die Motte einst stand, und einem kleinen Stück der Kurtine ist von der einst mächtigen Burg nichts mehr erhalten.

## Geschichte
Die Burg aus dem 11. Jahrhundert war das Caput des reichen Honour von Bonkyll und gehörte der bekannten Familie Bonkyl, fiel aber Ende des 13. Jahrhunderts durch Heirat an Sir John Stewart, den Sohn von Alexander Stewart, 4. High Steward of Scotland. Sir Johns Enkel, ebenfalls ein Sir John Stewart, heiratete 1328 Margaret de Abernethy, die Erbin der Lordship Abernethy, und wurde im Folgejahr zum Earl of Angus erhoben, wodurch er Herr über weitläufige Territorien in den Grafschaften Berwickshire, Angus und Kinross-shire wurde. Sir Johns Enkelin, Margaret Stewart, war somit Alleinerbin des Earldoms Angus, der Lordship Abernethy und des Honours Bonkyll. Sie hatte eine unerlaubte Affaire mit William Douglas, 1. Earl of Douglas, aus der ein Kind hervorging, George Douglas, 1. Earl of Angus. Vom Tod von Countess Margaret 1417 bis zum Ende des 18. Jahrhunderts blieb Bonkyll in den Händen der Familie Douglas, Earls of Angus, und fiel dann an die Earls of Home. Die Burg war bereits im 16. Jahrhundert verfallen.
Ein populäres Gedicht aus Berwickshire bezieht sich auf die mittelalterliche Stärke von Bonkyll Castle und der nahegelegenen Festungen Billie Castle und Blanerne Castle durch ihre Konstruktion in der Zeit König David I. und ihre Zerstörung nach dem Rough Wooing (1542–1551):

Bunkle, Billie and Blanerne

Three castles strong as airn

Built when Davie was a bairn

They’ll all gang doon,

Wi’ Scotland’s Croon

And ilka ane shall be a cairn

auf Deutsch:

Bunkle (Bonkyll), Billie und Blanerne

Drei Burgen so stark wie alle

Erbaut, als David ein Kind war

Sie werden alle fallen

Mit der Krone von Schottland

Und alle werden ein Steinhaufen